# Горобець Віктор Сергійович
Горобець Віктор Сергійович — солдат, військовослужбовець 3 БрОП Національної гвардії України, учасник російсько-української війни, що загинув у ході російського вторгнення в Україну в 2022 році.

## Життєпис
В 2022 році, на момент російського вторгнення в Україну, проходив службу в 3 БрОП Національної гвардії України.
Загинув 6 березня 2022 року в боях з російськими окупантами (місце — не уточнено). 

## Нагороди
- орден «За мужність» III ступеня (2022, посмертно) — за особисту мужність і самовіддані дії, виявлені у захисті державного суверенітету та територіальної цілісності України, вірність військовій присязі.